# Подберезье (Могилёвская область)
Подбере́зье — деревня в составе Заводскослободского сельсовета Могилёвского района Могилёвской области Республики Беларусь.

## Географическое положение
Ближайшие населённые пункты — Жабин, Южный Жабин.